# Oxychloe
Oxychloe es un género con cinco especies de plantas herbáceas perteneciente a la familia de las juncáceas. Es nativo de Perú, Bolivia, Chile y Argentina.

## Especies
- Oxychloe andina Phil., Fl. Atacam.: 52 (1860).
- Oxychloe bisexualis Kuntze, Revis. Gen. Pl. 3(2): 321 (1898).
- Oxychloe castellanosii Barros, Lilloa 23: 417 (1950).
- Oxychloe haumaniana (Barros) Barros, Darwiniana 10: 303 (1953).
- Oxychloe mendocina Barros, Lilloa 28: 282 (1957).